# فرناندا فلوريس
فرناندا فلوريس (بالإسبانية: Fernanda Flores)‏ هي لاعب هوكي الحقل تشيلية، ولدت في 14 سبتمبر 1993 في تشيلي.